# Ромео Корбо
Ромео Корбо (ісп. Rubén Corbo, нар. 20 січня 1952) — уругвайський футболіст, що грав на позиції нападника. Виступав, зокрема, за клуби «Пеньяроль» та «Монтеррей», а також національну збірну Уругваю.

## Клубна кар'єра
Футбольну кар'єру розпочав 1970 року в «Расінгу» з Монтевідео. У своєму дебютному сезоні в дорослому футболі під час поєдинку проти «Пеньяроля» відзначився голом у воротах, які захищав його брат, Вальтер Корбо. Наступного року перейшов у «Пеньяроль», в якому провів три сезони. Разом з «Орінегросом» виграв чемпіонат Уругваю в 1973 та 1974 роках та «Трофей Терези Еррери» у 1974 році. У 1974 році клуб з Монтевідео також виграв Лігілью Уругваю.
Своєю грою за цю команду привернув увагу представників тренерського штабу клубу «Монтеррей», до складу якого приєднався 1975 року. Відіграв за команду з Монтеррея наступні п'ять сезонів своєї ігрової кар'єри. Більшість часу, проведеного у складі «Монтеррея», був основним гравцем атакувальної ланки команди. У складі «Монтеррея» був одним з головних бомбардирів команди, відзначився 63-ма голами (за іншими даними — 68 голів). Завдяки цьому став третім найкращим бомбардиром в історії клубу. Завершив кар'єру гравця в команді «Тампіко Мадеро», за яку виступав протягом 1980—1984 років.

## Виступи за збірну
8 лютого 1971 року дебютував у футболці національної збірної Уругваю. У складі збірної був учасником чемпіонату світу 1974 року у ФРН, де зіграв у матчах групового етапу проти Болгарії та Швеції. Востаннє в кар'єрі футболку національної команди одягав 23 червня 1974 року.
Загалом протягом кар'єри у національній команді, яка тривала 4 роки, провів у її формі 23 матчі.

## Особисте життя
Брат, Вальтер Корбо, також професіональний футболіст, виступав на позиції воротаря.

## Досягнення
«Пеньяроль»
- Прімера Дивізіон Уругваю
  -  Чемпіон (3): 1973, 1974
  -  Срібний призер (2): 1971, 1972

- Трофей Терези Еррери
  -  Володар (1): 1974

- Лігілья Уругваю
  -  Чемпіон (1): 1974